# Mermoz (Lyon)
Pour les articles homonymes, voir Mermoz.
Mermoz est un quartier de la ville de Lyon (France) situé dans le 8e arrondissement. Il est classé en zone de redynamisation urbaine (ZRU) et quartier prioritaire avec 2 834 habitants en 2018.
Il est desservi par la station homonyme de la ligne D du métro ainsi que par le tramway T6.

## Présentation

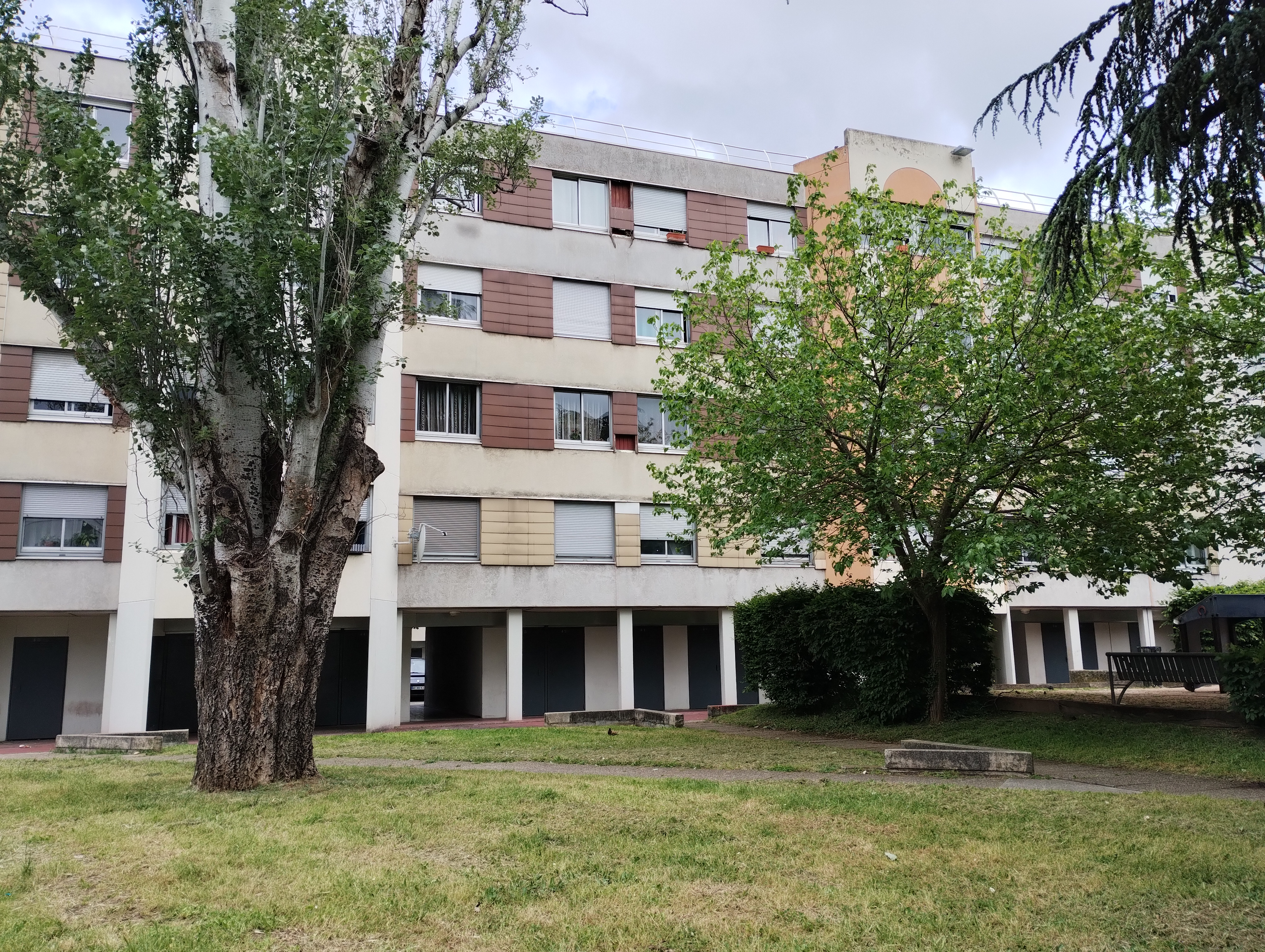
Rue Joseph Chalier.

Ce quartier assez jeune a été coupé en deux par l'autopont (arrivée de l'A43). Il est composé de deux quartiers, Mermoz Nord et Mermoz Sud, d'identité distincte mais de culture très proche.
On trouve dans ce quartier plusieurs équipements :
- La piscine
- La MJC Laennec-Transvaal
- Les centres sociaux de Mermoz Sud et celui du Transvaal.
- Une auto-école
- Une agence d'intérim
- Le Flyer (bâtiment tertiaire livré fin 2019)[2]
- Les Galeries Lafayette, qui seront rénovées et agrandies en 2022[3].
- On y trouve aussi une Association dénommée PIMMS (Point Informatique Médiation Multi-Services) dont la vocation première est de faire le lien entre la population et les administrations par le biais de la médiation sociale.

Côté commerces :
- On note la présence de deux marchés le samedi : celui de Mermoz Sud et le mercredi et celui d'Ambroise Paré le dimanche
- Plusieurs centres de commerce existent à la fois à Mermoz Nord et Mermoz Sud
- Le principal point commercial est le Casino de l'avenue Mermoz.

Le quartier de Mermoz Sud a fait l'objet de qualifications dans les années passées avec la construction de plusieurs immeubles dans le Grement.
C'est une page qui se tourne à Mermoz Sud[Quoi ?]. D'ici 2019, les bâtiments se trouvant au long de l'avenue Jean Mermoz seront démolis (1 à 21 rue Albert Morel 69008).
Le secteur de Mermoz Nord est quant à lui en cours de restructuration qui a commencé par la démolition de l'autopont et avec à venir la réhabilitation de nombreux logements (réfection, démolition et reconstruction).
Ce quartier marquera l'entrée est de l'agglomération lyonnaise, en se montrant plus attractif : l'arrivée du tramway T6, l'extension des Galeries Lafayette et la création du bâtiment tertiaire Flyer. Mermoz prend son envol économique et social.[réf. souhaitée]
Ce quartier porte le nom de l'aviateur Jean Mermoz. Mermoz étant un patronyme d'origine arpitane, on ne devrait pas prononcer le z : Mermo voire Merm'.
Le quartier Mermoz a vu l'émergence d'un mouvement culturel urbain avec le label indépendant HLM CREW une vague hip hop porté par le groupe de rap Anoranza d'où émergera "enfants sauvages".